# Іспанське містечко (Барселона)
Іспанське містечко, або Пуебло Еспаньйол (кат. Poble Espanyol) — архітектурний музей просто неба на горі Монжуїк в Барселоні.

## Історія

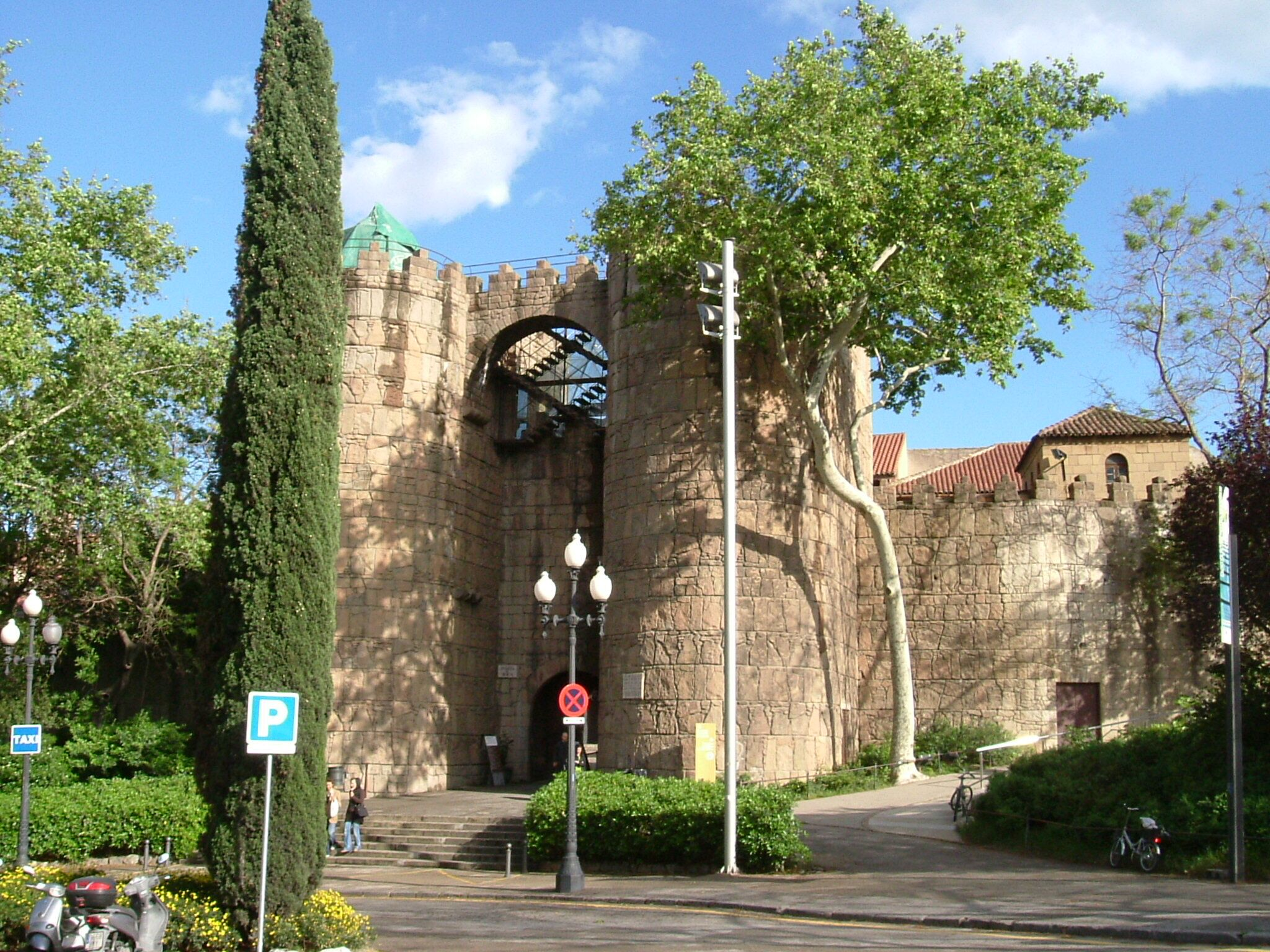
Вхід до «Іспанського містечка»

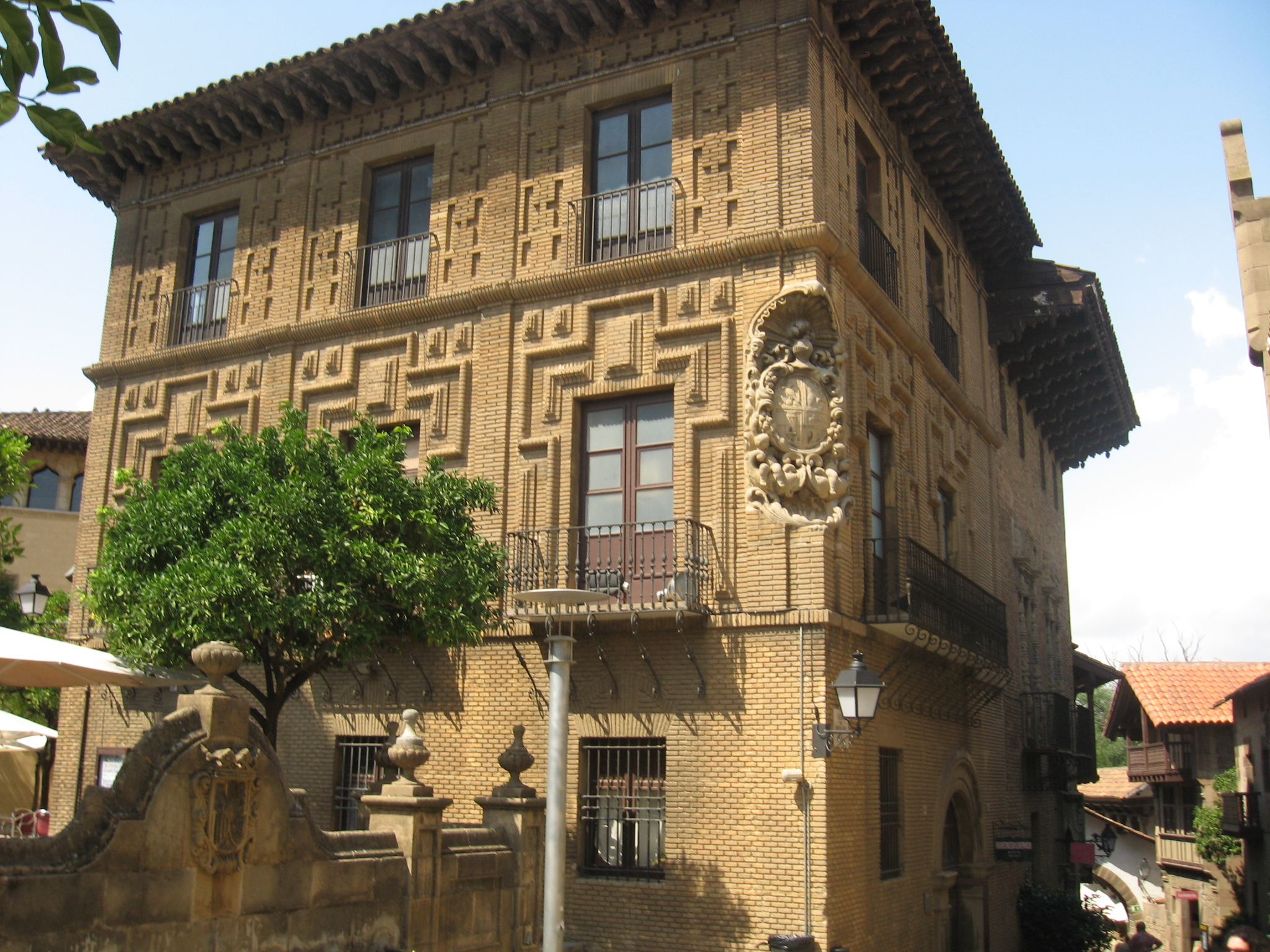

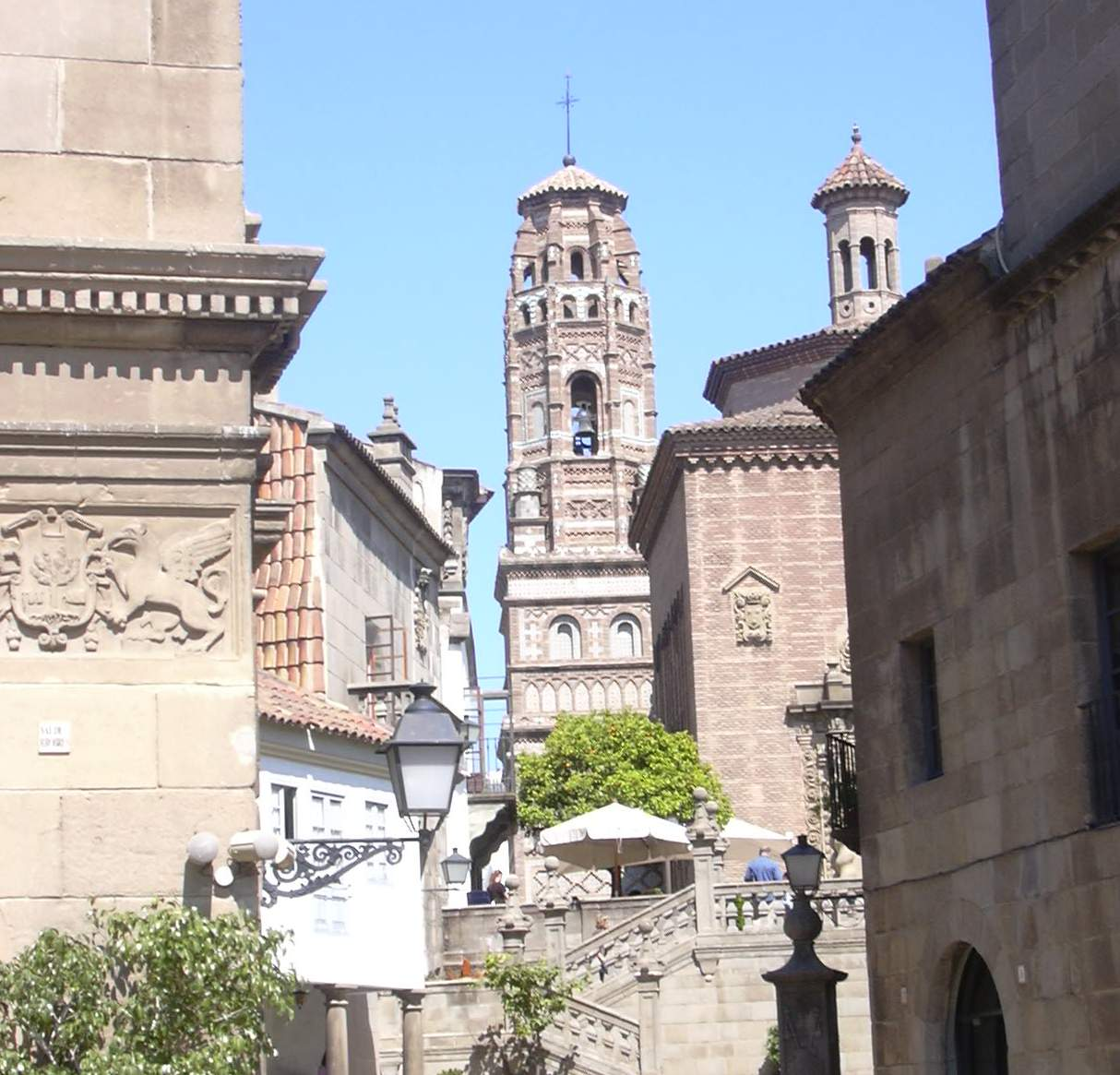

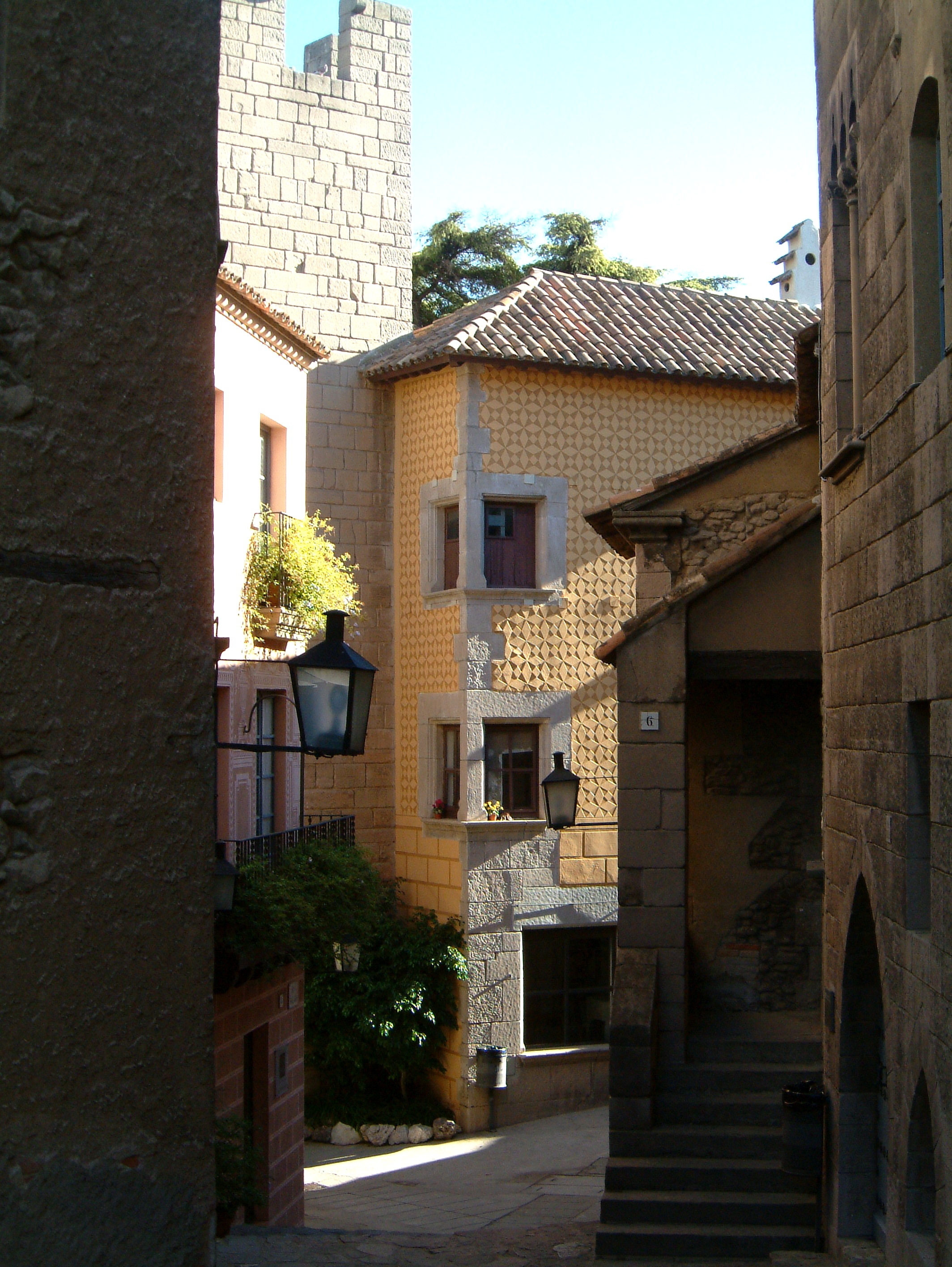

Комплекс «Іспанське містечко», що займає площу 49 000 м², був побудований в 1927 році до Всесвітньої виставки 1929 року, яка проводилась в Барселоні. Його творцями стали архітектори Рамон Равентос і Франческ Фолгера та художники Хав'єр Ногес і Мікель Утрільо. Митці здійснили кілька поїздок по Іспанії, відвідали 1600 міст і сіл, щоб зібрати образотворчий матеріал. По дорозі вони зробили сотні фотографій, заміток і малюнків, які дозволили вибрати елементи, що найкраще підходили до ідеї, яку вони повинні були реалізувати. Однією з цілей створення цього музею просто неба було ознайомити якомога більше людей з культурою Іспанії. «Іспанське містечко» стало першим таким великомасштабним тематичним проектом, присвяченим архітектурі якої-небудь країни. Схожі комплекси на зразок «Швейцарського села» в Женеві, «Мініатюрк» в Стамбулі, Музей просто неба в Пирогові під Києвом були створені помітно пізніше. Після закриття виставки 1929 року комплекс планували знести, але містянам настільки сподобався цей проект, що вони наполягли на його збереженні.

## Опис
Комплекс складається з 117 споруд, скопійованих з реальних будівель різних епох, які можна зустріти в старовинних іспанських містах. Багато будинків виконані в натуральну величину, деякі — лише зменшена копія, але всі деталі дуже точно і майстерно опрацьовані.
Головна площа «Іспанського містечка» — Плаза Майор — це збірний образ більшості площ старих іспанських міст, але навколо розташовані копії справжніх будівель, які є в Наваррі, Кастилії, Каталонії, Бургосі, Арагоні та інших регіонах. Приміром, ворота Пуебло Еспаньйол — це фортечна брама Сан-Вісенте з міста Авіла. Також тут є копія ратуші міста Вальдерроблес, сходи зі Сантьяго-де-Компостела, оточені галісійськими будинками. Кожна вулиця присвячена будівлям того чи іншого регіону. Так, на вулиці Леванте знаходяться будинки Валенсії і Мурсії, а на вулиці Принца де Віани — будівлі Басконії і Наварри. Вулиця Аркос — це куточок Андалусії.
В Пуебло Еспаньйол можна спробувати себе як початківця-ремісника. Серед ремесел, до яких можна долучитися: видування скляних виробів, виробництво глиняних горщиків, розмальовування керамічної плитки.
«Іспанське містечко» включено в більшість туристичних маршрутів. Туристи зазвичай відвідують його вдень. Ввечері Пуебло Еспаньйол перетворюється на розважальне місце з безліччю барів і нічних клубів, в яких в основному веселиться каталонська молодь.